# Casteldaccia
Casteldaccia (Castiḍḍazzu in siciliano) è un comune italiano di 11 724 abitanti della città metropolitana di Palermo in Sicilia.
(Domenico Adorno, Descrizione geografica dell'isola di Sicilia, 1806)

## Storia
Originariamente denominata Villa di Castellazzo nel XVIII secolo e poi Castel d'Accia, è ubicata sulla costa tirrenica dell'isola siciliana a circa 18 km da Palermo, capoluogo della città metropolitana omonima e della Regione Siciliana.
Il centro è costituito dalla Piazza Matrice su cui volgono le facciate dell'edificio della chiesa cittadina e il Castello del Duca di Salaparuta, nonché una piccola cappella denominata Chiesetta. Sul litorale antistante si trovava la Torre di Gallo, risalente al XVI secolo e demolita alla metà del XX secolo.
Nei pressi si trovano i cosiddetti Villini, edifici privati realizzati nei primi anni del Novecento in stile Liberty, Neogotico ed Eclettico.
L'urbanistica del paese si presenta irregolare, caratterizzata da strade strette ed abitazioni tipiche della tradizione siciliana. Negli ultimi anni è stata comunque - come la maggior parte dei centri siciliani - soggetta ad una progressiva riqualificazione urbanistica. È sede dell'antica e internazionalmente apprezzata casa vinicola Vini Corvo, nonché produttrice rinomata di pasticceria siciliana (particolarmente apprezzata la lavorazione della crema di ricotta) e di buccellati.

### Alluvione del 3 novembre 2018
Casteldaccia è balzata agli onori della cronaca per l'alluvione che colpì le campagne del comune la sera del 3 novembre 2018. Essa causò la morte di nove persone, tra le quali una bambina di un anno, che risiedevano in un villino in località Cavallaro, in seguito allo straripamento del fiume Milicia, corso d'acqua che segna il confine col limitrofo paese di Altavilla Milicia.

### Simboli
Lo stemma e il gonfalone sono stati concessi con decreto del presidente della Repubblica del 19 settembre 1996.
Il gonfalone è un drappo di rosso.

## Monumenti e luoghi d'interesse

### Architetture religiose
- Chiesa madre di Maria Santissima Immacolata
- Chiesa di San Giovanni Paolo II

## Società

### Evoluzione demografica
Abitanti censiti

## Infrastrutture e trasporti
Il Comune è interessato dalle seguenti direttrici stradali:
- Autostrada A19
- Strada Statale 113
- Strada Provinciale 61
- Strada Provinciale 88

## Media

### Radio
Emittenti non più attive:
- Radio Casteldaccia
- Radio Torre
- Satellite Radio Libera
- Studio 1

### Televisione
- Studio 2 (emittente non più attiva)

## Amministrazione
Di seguito è presentata una tabella relativa alle amministrazioni che si sono succedute in questo comune.
| Periodo         | Periodo          | Primo cittadino      | Partito                                                    | Carica  | Note  |
| --------------- | ---------------- | -------------------- | ---------------------------------------------------------- | ------- | ----- |
| 23 maggio 1989  | 12 gennaio 1990  | Gaetano Ingenio      | Partito Socialista Italiano, Partito Repubblicano Italiano | Sindaco | [ 9 ] |
| 23 maggio 1990  | 15 gennaio 1991  | Salvatore Fricano    | Democrazia Cristiana                                       | Sindaco | [ 9 ] |
| 15 gennaio 1991 | 9 marzo 1992     | Michele Virruso      | Democrazia Cristiana                                       | Sindaco | [ 9 ] |
| 9 marzo 1992    | 10 febbraio 1994 | Giuseppe Pinello     | Partito Socialista Italiano                                | Sindaco | [ 9 ] |
| 26 giugno 1994  | 25 maggio 1998   | Giuseppe Schembri    | lista civica                                               | Sindaco | [ 9 ] |
| 25 maggio 1998  | 27 maggio 2003   | Bertolo Di Matteo    | lista civica                                               | Sindaco | [ 9 ] |
| 27 maggio 2003  | 17 giugno 2008   | Giovanni Di Giacinto | lista civica                                               | Sindaco | [ 9 ] |
| 17 giugno 2008  | 11 giugno 2013   | Giovanni Di Giacinto | lista civica                                               | Sindaco | [ 9 ] |
| 11 giugno 2013  | 11 giugno 2018   | Fabio Spatafora      |                                                            | Sindaco | [ 9 ] |
| 11 giugno 2018  | in carica        | Giovanni Di Giacinto | lista civica di centro-destra                              | Sindaco | [ 9 ] |

## Sport
Ha sede nel comune la società di calcio A.S.D. Casteldaccia, fondata nel 2019, che attualmente milita in Eccellenza, quinto livello del calcio italiano.